# Vanessa tameamea
A Vanessa tameamea é uma das duas espécies de borboletas endêmicas do Havaí, a outra é Udara blackburni.

## Descrição
As lagartas se alimentam das folhas de plantas da família Urticaceae, especialmente as de māmaki (Pipturus albidus) mas também ōpuhe (Urera spp.), ʻ ākōlea (Boehmeria grandis), olonā (Touchardia latifolia) e ʻ(Neraudia spp.). Os adultos comem a seiva das árvores koa (Acacia koa).

## Taxonomia
É nomeado após a Casa Real de Kamehameha; o último rei desta linhagem, Kamehameha V, havia morrido em 1872, pouco tempo antes desta espécie ser descrita. O nome específico tameamea é uma transcrição antiquada e parcialmente errada de "Kamehameha". A língua havaiana não tem distinção estrita entre a plosiva alveolar surda e a plosiva velar surda; o uso varia de ilha para ilha, mas hoje, "k" é usado como a transliteração padrão. A transição glotal surda "h" é distinta e deve sempre ser pronunciada - por exemplo, "aloha" está correto enquanto "aloa" é uma pronúncia errada. Assim, enquanto "Tamehameha" seria uma transcrição legítima (embora considerada antiquada na maioria das ilhas), "Tameamea" não é.